# Judite e Holofernes (Caravaggio)
Judite e Holofernes é um quadro de inspiração bíblica, de Caravaggio, pintado em 1599.
A pintura mostra Judite a decapitar o general Holofernes após o ter seduzido, o que provocou reações de horror e surpresa entre os primeiros espectadores, pois Caravaggio conseguiu dotar a obra de grande realismo e crueza. Judite encontra-se de pé, majestosa e destemida, enquanto a sua criada, que lhe deu a espada, está nervosa e à espreita do que pudesse acontecer.
Os efeitos da obra seriam recriados mais tarde pelas versões de Artemisia Gentileschi (Judite decapitando Holofernes, 1620) e de Francisco de Goya (Judite e Holofernes, de 1820).

## Descrição
O episódio representado na pintura está descrito no Antigo Testamento, no Livro de Judite. Durante o cerco de Betúlia pelos Assírios, a viúva Judite seduz o general assírio Holofernes e quando este adormece assassina-o para livrar o seu povo deste tirano. Judite é acompanhada por uma criada que tem um saco para nele colocar a cabeça após a decapitação, pois Caravaggio fixou o momento tornado intemporal em que Judite ainda não terminou a degolação, jorrando o sangue em três jatos no travesseiro e no lençol.
A radiografia da pintura mostrou que inicialmente Judite estava representado com os seios nus, tendo Caravaggio optado por cobri-los com um véu. A expressão cruel da velha criada foi provavelmente inspirada nos estudos ou caricaturas de Leonardo da Vinci conservados na Pinacoteca Ambrosiana de Milão.

## Apreciação
A pintura apresenta um poderoso jogo cromático entre sombra e luz, graças a uma forte iluminação lateral que atravessa toda a cena. O pintor expressa nela toda a sua mestria na técnica do claro-escuro que vai reforçar a sua reputação.
Por outro lado, embora a cena da morte de Holofernes seja de facto um episódio bíblico, a escolha desta cena e a captura do momento preciso da decapitação são muito raras. De entre as outras obras deste período, como Descanso na Fuga para o Egito, esta pintura ilustra a rejeição por Caravaggio do respeito pelas convenções ou pela tradição pictórica do seu tempo.
Pode-se ver nela também um símbolo da Virtude triunfando sobre o mal e um paralelo com a Contra-Reforma católica combatendo à Reforma Protestante que ocorria na época em que esta pintura foi pintada.

## História
Esta pintura foi encomendada pelo banqueiro genovês Ottavio Costa, que era um dos banqueiros mais poderosos em Roma, tal como outras obras de Caravaggio, como São Francisco de Assis em Êxtase e Marta e Maria Madalena, quando o pintor se encontrava ao serviço do Cardeal del Monte.
Só foi redescoberta no século XX por Roberto Longhi, na coleção de Vincenzo Coppi, em Roma. A atribuição da autoria a Caravaggio deve-se em grande medida às investigações sobre o Artista artista realizadas em 1951, designadamente por Pico Cellini, tendo a pintura sido exposta fora de catálogo numa exposição em Milão, nesse mesmo ano de 1951.
Filida Melandroni, a mais famosa das cortesãs que posou para Caravaggio,, serviu de modelo para Judite. Esta jovem mulher, com cerca de 20 anos em 1600, é igualmente a Catarina de Santa Catarina de Alexandria (ca. 1598), e a Maria Madalena de Marta e Maria Madalena (ca. 1598-1599). Também foi a modelo para o Retrato de uma cortesã que esteve exposto no Museu Bode, de Berlim, mas que foi destruído quando dos bombardeamentos da capital alemã durante a Segunda Guerra Mundial.